# Oszagan Czolojan
Oszagan Czolojan – duchowny Apostolskiego Kościoła Ormiańskiego, od 1997 biskup Wschodniej Diecezji Ameryki Patriarchatu Cylicyjskego. Sakrę otrzymał w 1998 roku. Ma tytuł arcybiskupa.